# انلایت
انلایت (انگلیسی: Enlight) شرکت بازی ویدئویی هنگ کنگی است، که در سال ۱۹۹۳ تأسیس شد.